# 打越站
打越站（日语：／ Uchigoshi eki */?）是位於熊本縣熊本市北區打越町熊本電氣鐵道的菊池線車站。車站編號為KD04。

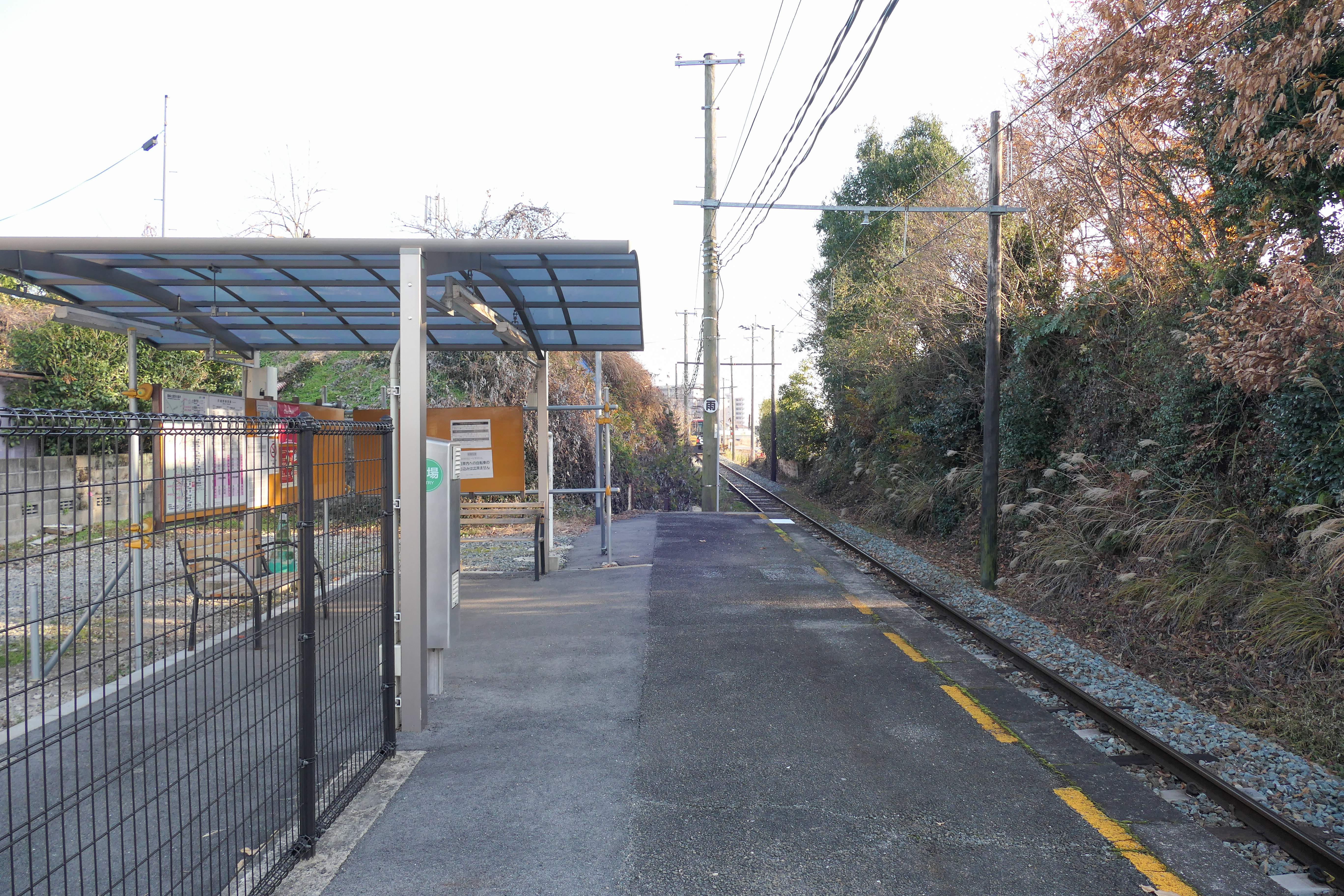
月台（2022年1月）

## 歷史
- 1953年（昭和28年）3月15日：車站啟用。
- 2015年（平成27年）4月1日：此站可以使用交通系IC卡「熊本地域振興IC卡（日语：熊本地域振興ICカード）（熊本熊之IC CARD）」[1]。
- 2018年（平成30年）5月20日：木造車站候車室發生火警，使候車室全部部分被燒毀[2]。
- 2019年（令和元年）10月1日：此站引入車站編號[3]。

## 車站構造
車站是一座地面車站，設有1面1線的單式月台。此站是無人車站。月台上曾經設有木造候車室，在2018年5月20日發生火災後被燒毀。
月台上設有IC卡讀卡機（只限入閘）。

## 使用狀況
| 年度   | 1日平均 乘車人次 | 1日平均 上下車人次 |
| ------ | ---------------- | ------------------ |
| 2012年 |                  | 89                 |
| 2013年 |                  | 96                 |
| 2014年 | 49               | 95                 |
| 2015年 |                  | 94                 |
| 2016年 |                  | 121                |
| 2017年 |                  | 106                |
| 2018年 |                  | 87                 |

## 車站周邊
- NTT研修中心
- 坪井川綠地
- 熊本縣立清水丘學園

## 巴士路線
距離此站最近的巴士站分別有打越橋巴士站和津之浦巴士站。

## 相鄰車站
熊本電氣鐵道
■菊池線
池田（KD03）－打越（KD04）－坪井川公園（KD05）

## 注腳
1. 1 2  電鉄電車（菊電）でのご利用 （页面存档备份，存于）（日語）（熊本熊之IC CARD）
2. 1 2  熊本電鉄打越駅の待合室が全焼　けが人なし （页面存档备份，存于） - 熊本放送 2018年5月20日18時10分配信 2018年5月21日參閲
3. ↑  電車 「駅ナンバリング」導入のお知らせ （页面存档备份，存于）（日語） - 熊本電氣鐵道，2019年8月15日，同日參閲。
4. ↑  公共交通の現状等、52頁 （页面存档备份，存于）（日語） ，2018年12月10日參閲
5. ↑  国土数値情報(駅別乗降客数データ)  （页面存档备份，存于）（日語） - 國土交通省，2018年12月10日參閲
6. ↑  国土数値情報　駅別乗降客数データ  （页面存档备份，存于）（日語） - 國土交通省，2020年9月19日參閲

## 外部連結
- 打越站 （页面存档备份，存于）（日語）（路線圖、車站情報） - 熊本電氣鐵道